# Patsville
Patsville é uma área não incorporada e cidade fantasma do condado de Elko, estado de Nevada, nos Estados Unidos. O código zip de Patsville é 89831. 

## História
Em 1932, próximo de Rio Tinto foi descoberta a mina de cobre batizada enão de  "The Copper King Mine" nos bancos do rio Owyhee e nasceu a comunidade de Patsville. A cidade teve um vida muito efémera: 17 anos. Nesses 15 anos, contudo tinha drogaria, café, saloons, pensões e até foi distrito mineiro. Contudo com o fim da exploração mineira em Rio Tinto, Patsville perdeu todo o fôlego e desapareceu em 1949. Na atualidade, ninguém ali vive e restam apenas casas de madeira e de cimento.